# Stadtkirche St. Salvator (Neckarbischofsheim)

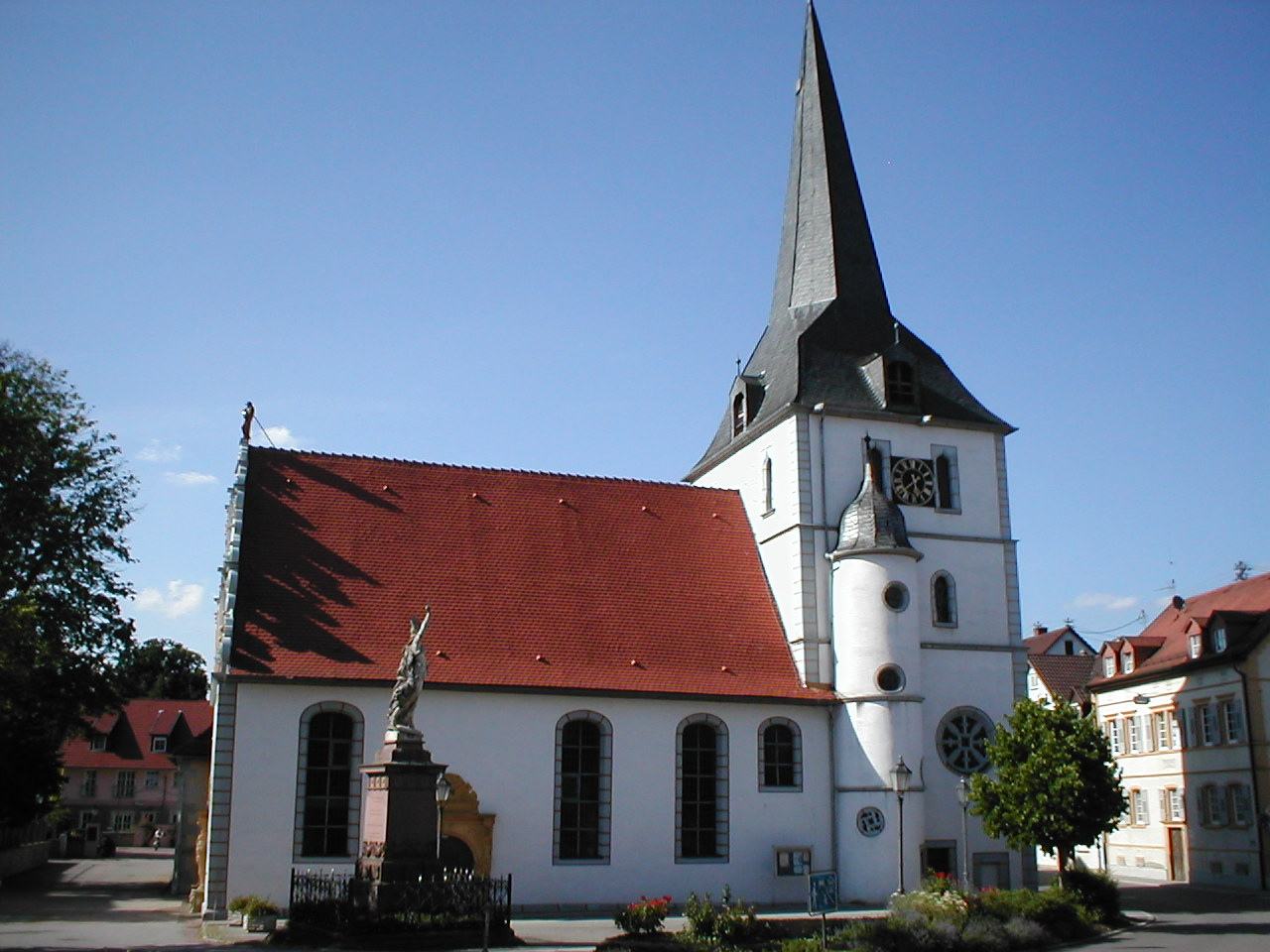
Stadtkirche St. Salvator in Neckarbischofsheim

Die Stadtkirche St. Salvator in Neckarbischofsheim im Rhein-Neckar-Kreis im nördlichen Baden-Württemberg ist ein historisches Kirchengebäude, das auf eine 1386 erbaute Marienkapelle zurückgeht, im 16. und 17. Jahrhundert erweitert und erneuert wurde und seit 1612 die evangelische Pfarrkirche der Stadt ist. Bemerkenswert sind die drei renaissancezeitlichen Schmuckportale sowie die schmuckvolle Alabaster-Kanzel im Inneren.

## Geschichte
An der Stelle der heutigen Stadtkirche nahe dem Alten Schloss der Herren von Helmstatt befand sich ursprünglich eine im Jahr 1386 durch Weiprecht I. von Helmstatt und seine Frau Anna von Neipperg gestiftete Marienkapelle. Zu jener Zeit war die ältere Johanneskirche (heute als Totenkirche bezeichnet) noch die Pfarrkirche des Ortes. 1543, d. h. im Jahr der Helmstattschen Erbteilung, die vor allem Johann von Helmstatt und damit auch dessen Schwiegervater Philipp von Helmstatt begünstigte, erweiterte man die Marienkapelle um einen Glockenturm, der wohl bereits damals ein Uhrwerk und ein Geläut aus vier Glocken enthielt. Anschließend wurde das benachbarte Alte Schloss bedeutend umgebaut. 1610 wurde die alte Kapelle abgerissen und bis 1612 das Kirchenschiff hauptsächlich durch Baumeister Jakob Müller († 1611) aus Heilbronn neu erbaut. Als Bauherren werden in einer Inschrift am Südportal die fünf Söhne Johann Philipps von Helmstatt († 1594) genannt: Ludwig Carl, Philipp, Weiprecht, Pleickard und Valentin „der Fromme“ von Helmstatt. Nach Abschluss der Bauarbeiten wurde die Kirche „Templum Salvatoris“ (Erlöserkirche) genannt und zur Pfarrkirche erhoben. Im 17. Jahrhundert bestanden mit der Erlöserkirche und der Johanneskirche möglicherweise vorübergehend zwei Pfarrkirchen, bevor 1698 nur noch die Erlöserkirche als Pfarrkirche bezeichnet wurde. Als Stadtkirche wurde die Erlöserkirche erstmals 1767 bezeichnet.
Die Kirche und ihre Ausstattung wurden verschiedentlich modernisiert. 1911/12 fand eine umfassende Innenrenovierung statt, bei der die Emporen erneuert wurden.

## Beschreibung

### Architektur und Ausstattung

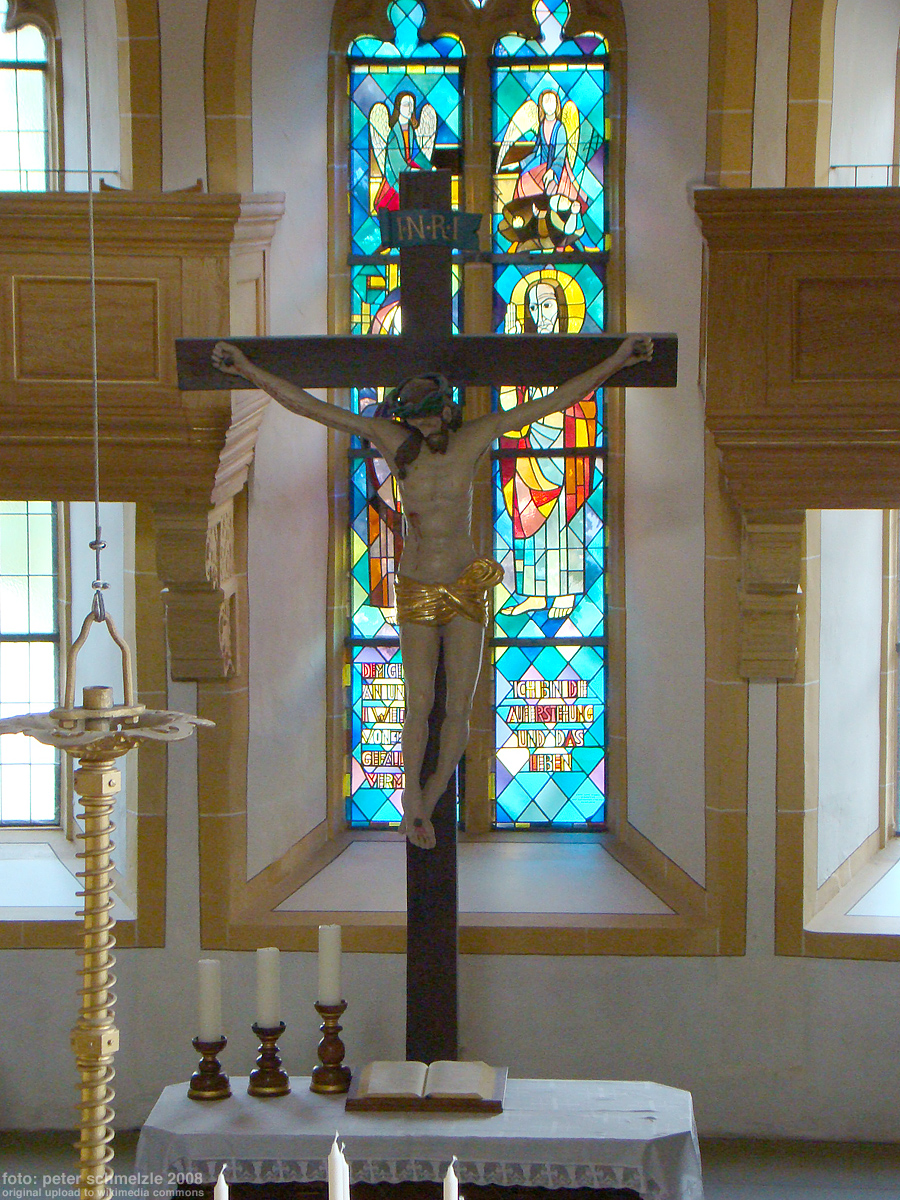
Altarkruzifix

Die Stadtkirche St. Salvator ist ein einschiffiges, rechtwinkliges Bauwerk im Stil der Spätrenaissance in der bewusst protestantischen Baukonzeption einer Querkirche mit Gestühl- und Emporenausrichtung auf die zentrale Kanzel. Das Langhaus erstreckt sich nach Westen, während der Chor im Untergeschoss des nahezu quadratischen Chorturmes nach Osten ausgerichtet ist. In das Langhaus führen an allen drei Seiten reich mit Figuren und Ornamenten verzierte Portale. Der Westgiebel des Langhauses ist mit einer Christusfigur bekrönt. Die Emporen sind durch südlich und nördlich an den Turm angebaute Treppentürme zu erreichen. Eine Empore läuft vom Westgiebel über die Nordseite des Langhauses bis in die Nordseite des Turmchors um, eine weitere Empore befindet sich an der Südseite des Turmchors.
Das hölzerne Altarkruzifix von 1716 stammt aus der Zeit des Barock. 1911 wurde das Kruzifix in die Totenkirche versetzt und gegen ein historisches Bronzekreuz ersetzt, 1984 nach Renovierung jedoch wieder an seinem ursprünglichen Platz angebracht.
Der historische Tauftisch wurde 1715 durch eine Spende von Louisa von Helmstatt angeschafft.

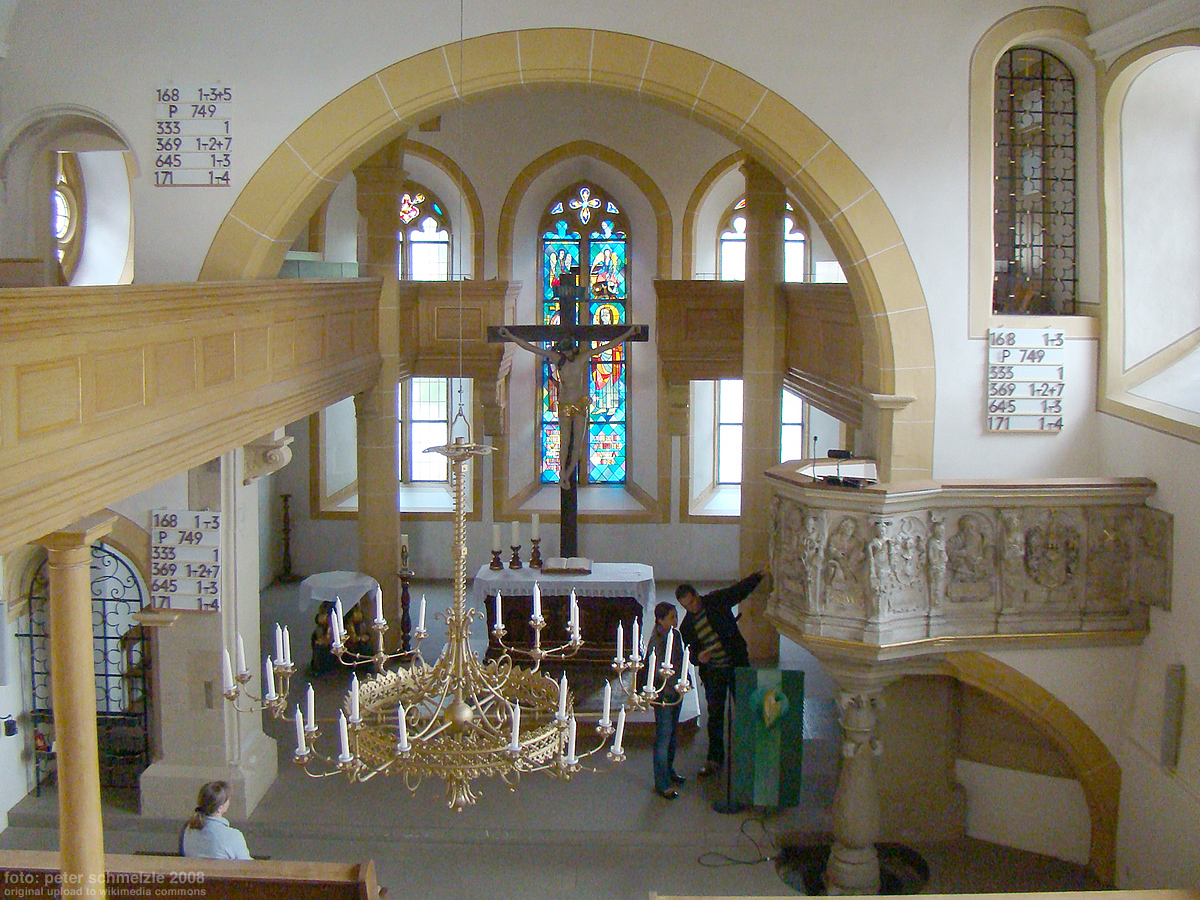
Blick zum Chor
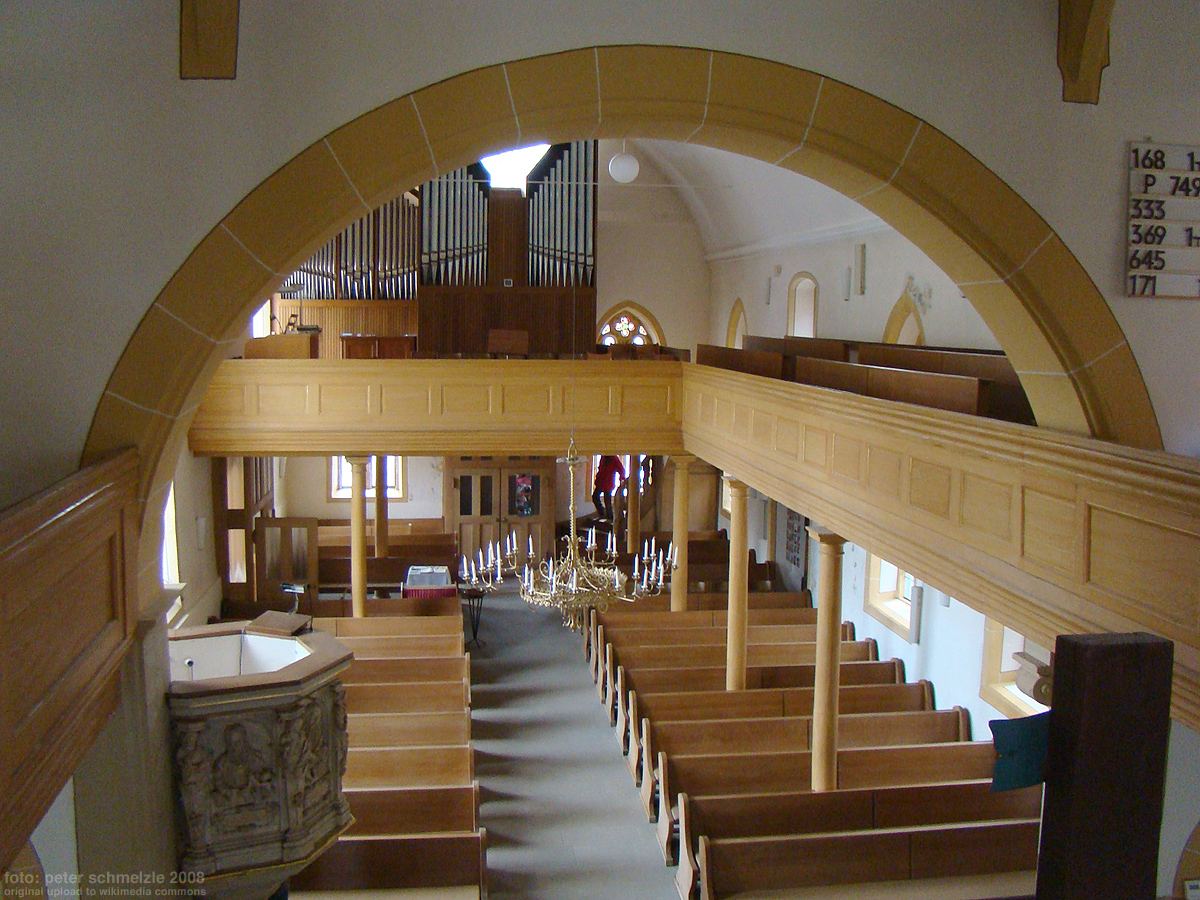
Blick zur Westempore
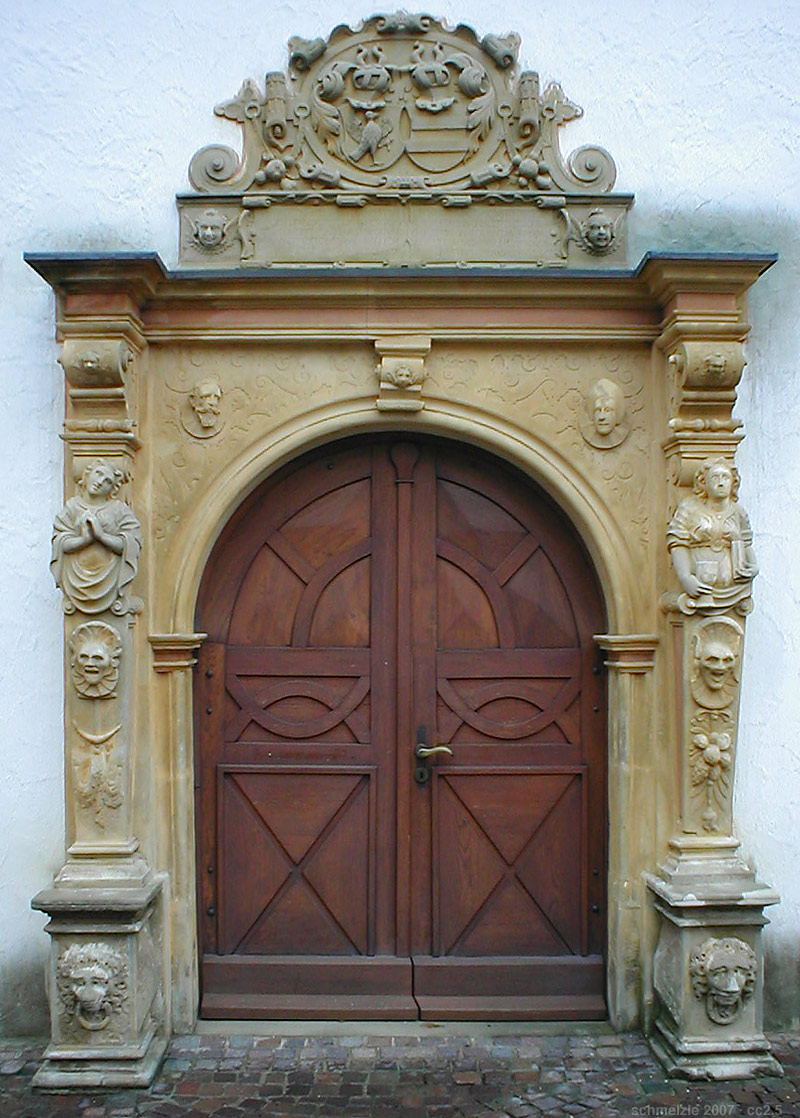
Westportal
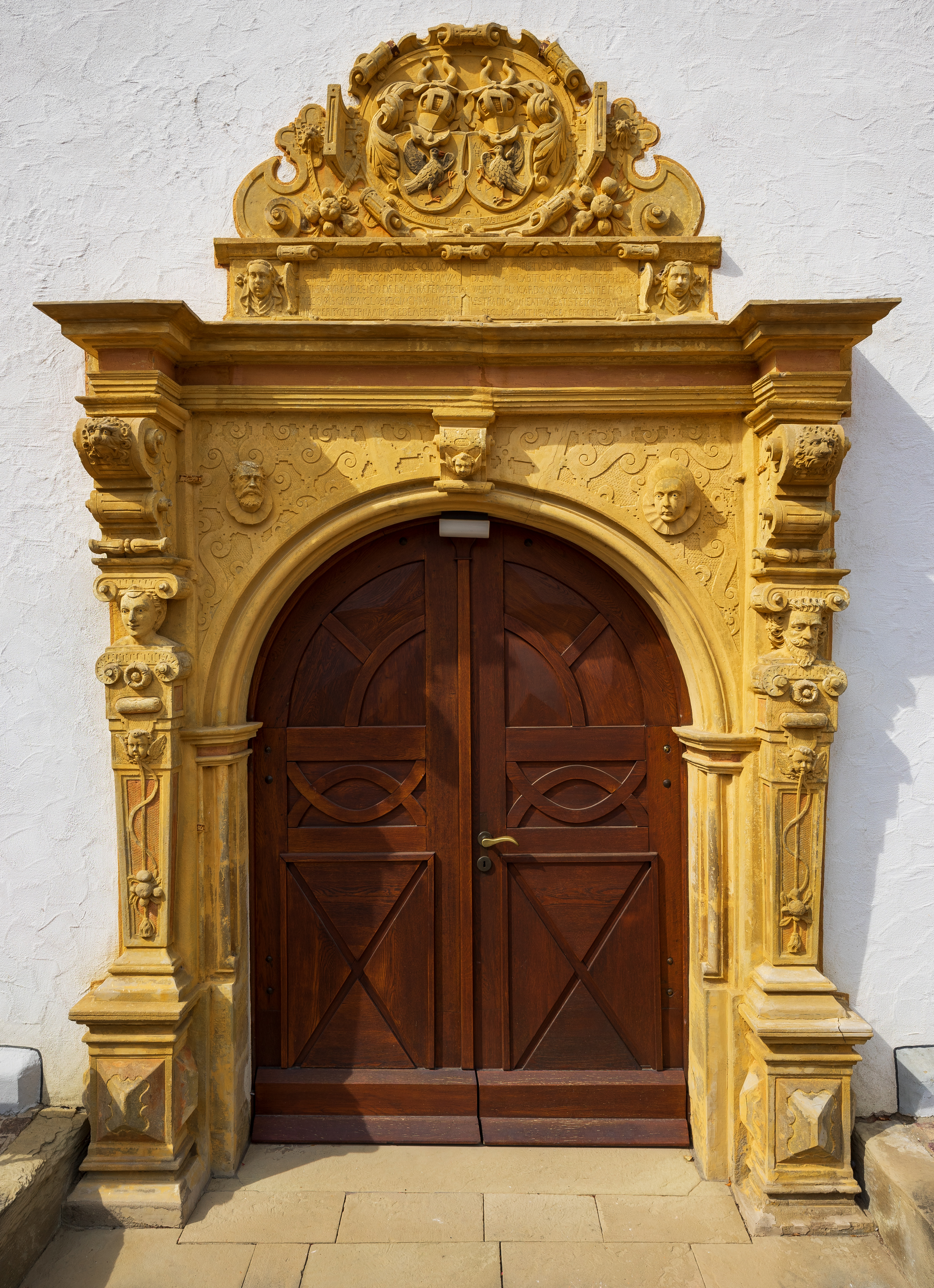
Südportal
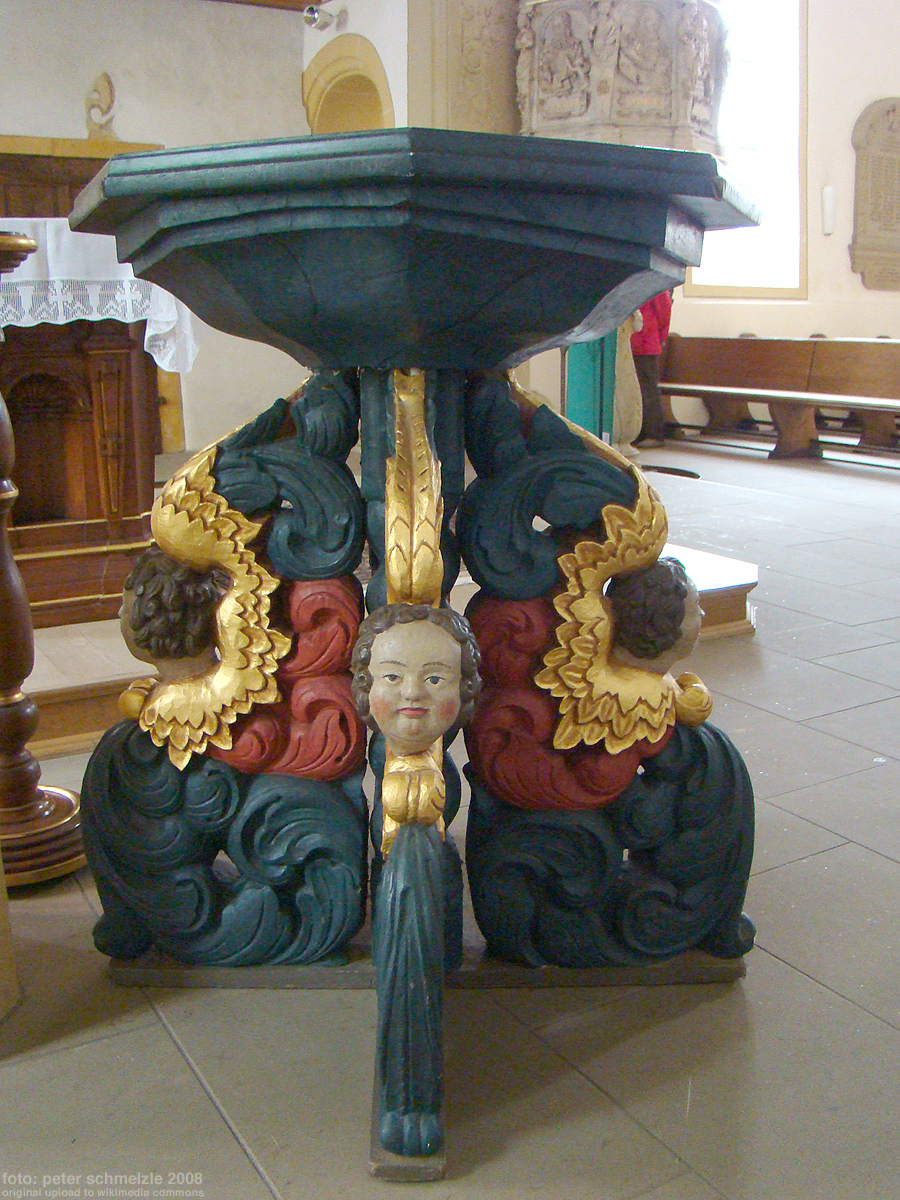
Tauftisch

### Kanzel

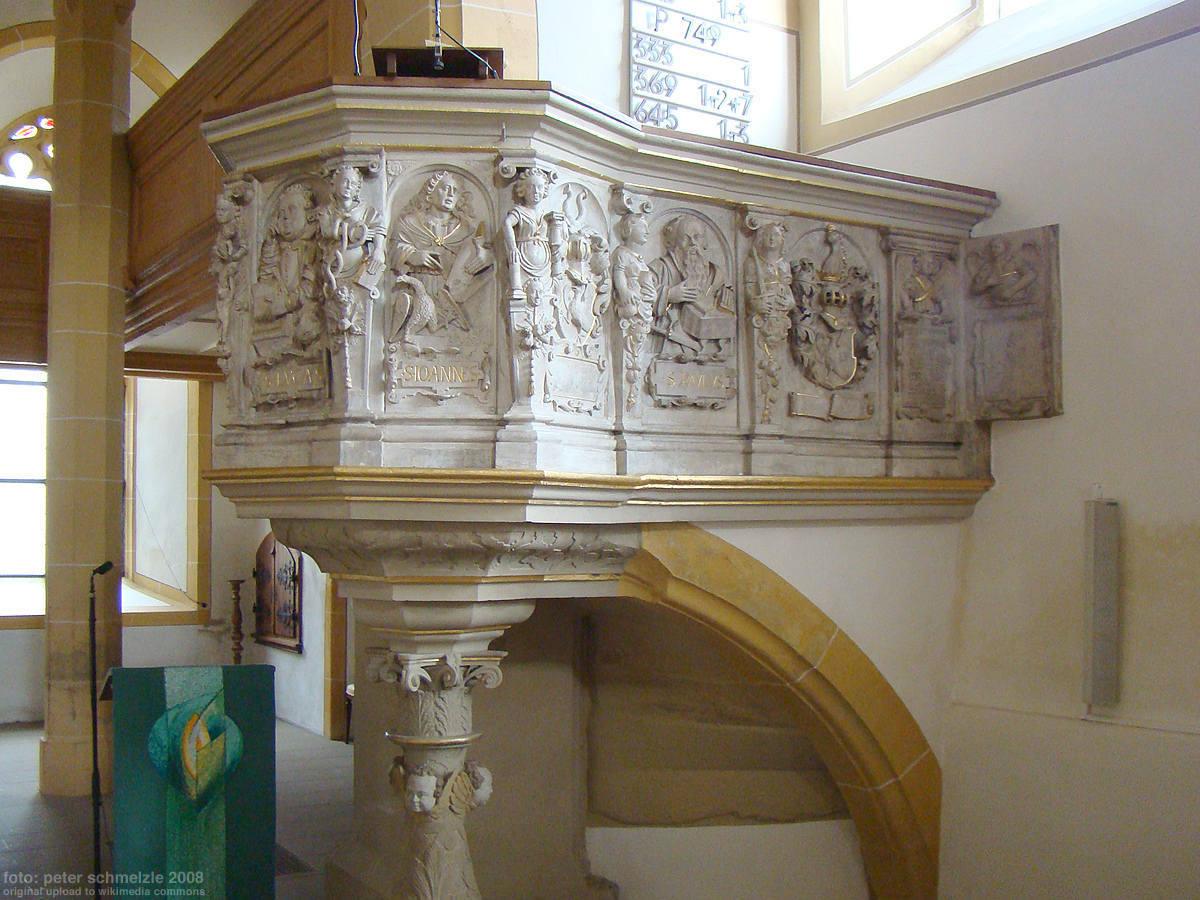
Kanzel

Der bedeutendste Kunstschatz im Inneren der Kirche ist die von Jakob Müller 1611 geschaffene, auf einem Sandsteinsockel ruhende Kanzel rechts des Triumphbogens. Die Kanzel wird unten von einer Säule mit Kapitell und Engelsköpfen gestützt, ihre Brüstung besteht aus acht Alabasterfeldern mit Evangelisten-, Apostel- und Wappendarstellungen. In einem Feld hält ein Engel die Stifterinschrift: „DIE EDLE TVGENTSAME FRAW MARIA MADALENA SCAW (?) VON HELMESTADT GESTIFTET HAT DISE CANTZEL VND BEZEVGT MIT THAT IHR LVST VND LIEB ZV GOTTES WORT DAS SIE VON DIESER CANTZEL HÖRT ALLNACHKOMLING WIRD DES GEDENKEN VND GOT IHR EWIGES LEBEN SCHENKEN M. IOAN. ESTER PASTOR ANNO 1611“. Die Stifterin Maria Magdalena von Helmstatt war die Ehefrau von Philipp von Helmstatt zu Bischofsheim († 1633). Die Wappen auf der Kanzel sind die Wappen der Helmstatt-Familienzweige zu Helmstadt und zu Bischofsheim, die beide den Raben im Schild führen, sich jedoch durch die Helmzier unterscheiden.
Auf vier Feldern der Brüstung sind die Evangelisten mit ihren Attributen dargestellt: Lukas, der mit der rechten Hand seine Stirn berührt, mit dem Stier, Johannes mit dem Adler, Matthäus mit dem geflügelten Menschen und Markus mit seinem Löwen. Als zweites Attribut ist jedem Evangelisten ein Buch beigegeben. Neben den Evangelisten ist auch der Apostel Paulus dargestellt, gerahmt von zwei Feldern mit Wappen. Vor dem Apostel steht ein Tisch mit geschlossenen Büchern und ihm zu Füßen liegen zwei Schwerter als Sinnbilder für seinen Märtyrertod und die geistige Schärfe bei der Verkündigung des Wortes Gottes.
Die Brüstungsfelder werden von Karyatiden abgetrennt, die als allegorische Figuren die drei göttlichen Tugenden Glaube, Hoffnung, Liebe und die vier Kardinaltugenden Klugheit, Stärke, Mäßigung und Gerechtigkeit symbolisieren.
Der Kirchenraum von St. Salvator ist nahezu schmucklos, weshalb die Kanzel mit den deutlichen Darstellungen reformatorischer Schwerpunkte alle Aufmerksamkeit auf sich zieht und als evangelisches Bekenntnis zu verstehen ist.

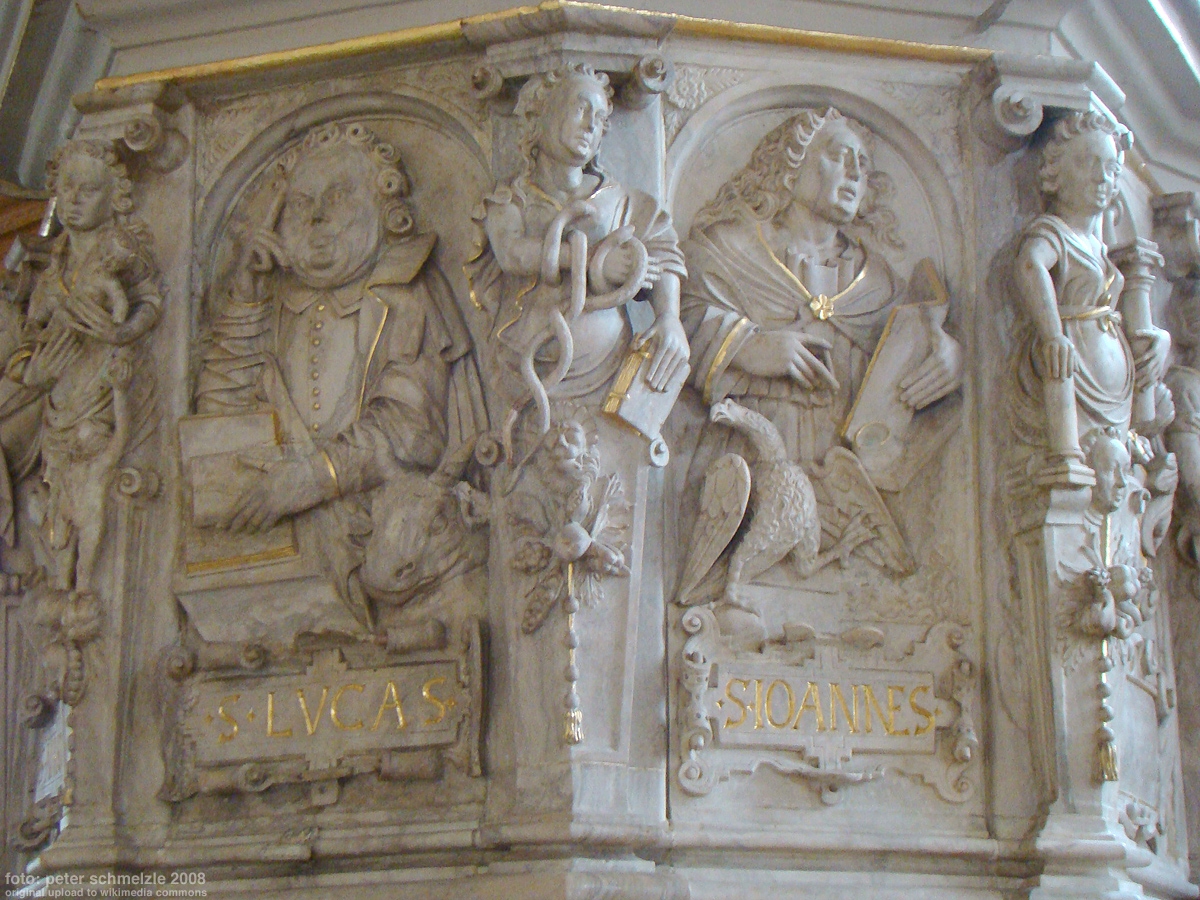
Darstellung der Evangelisten Lukas und Johannes
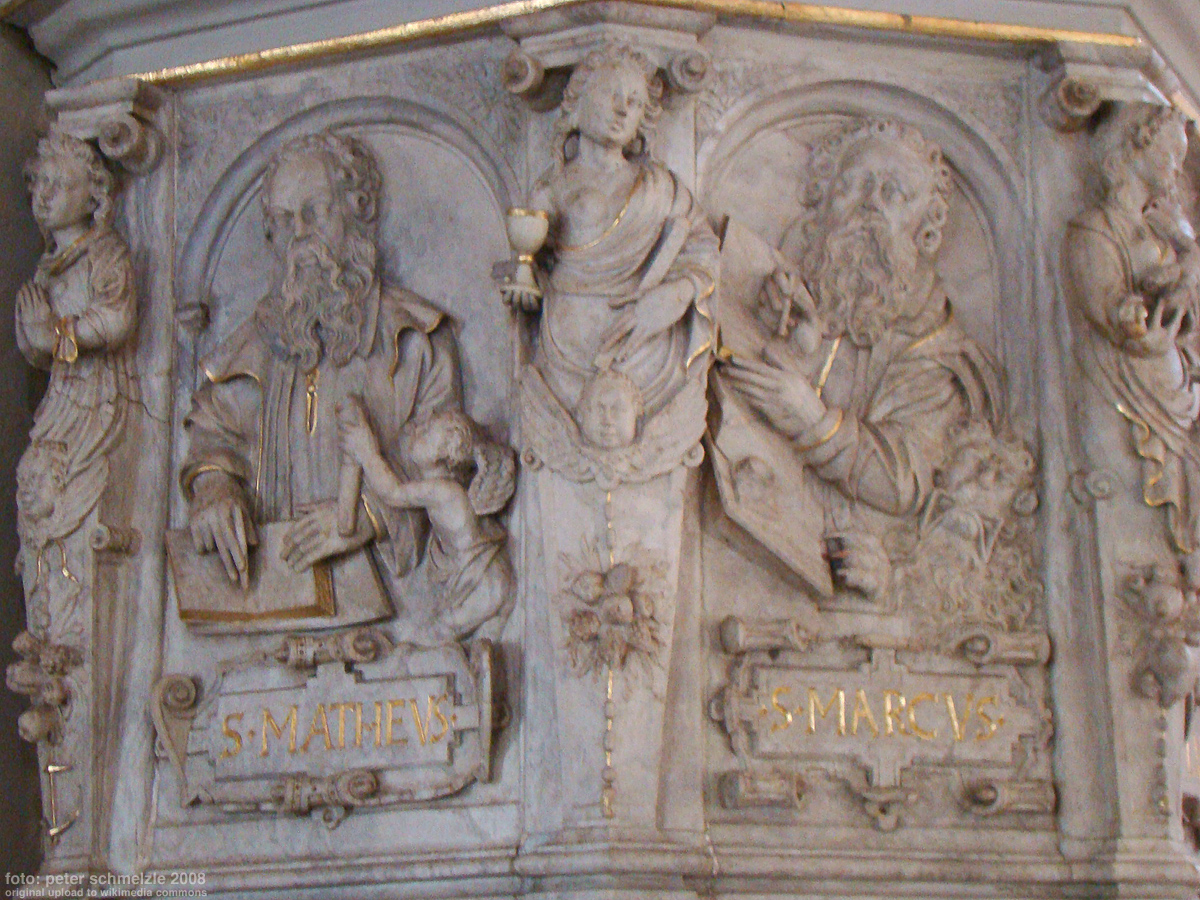
Darstellung der Evangelisten Matthäus und Markus
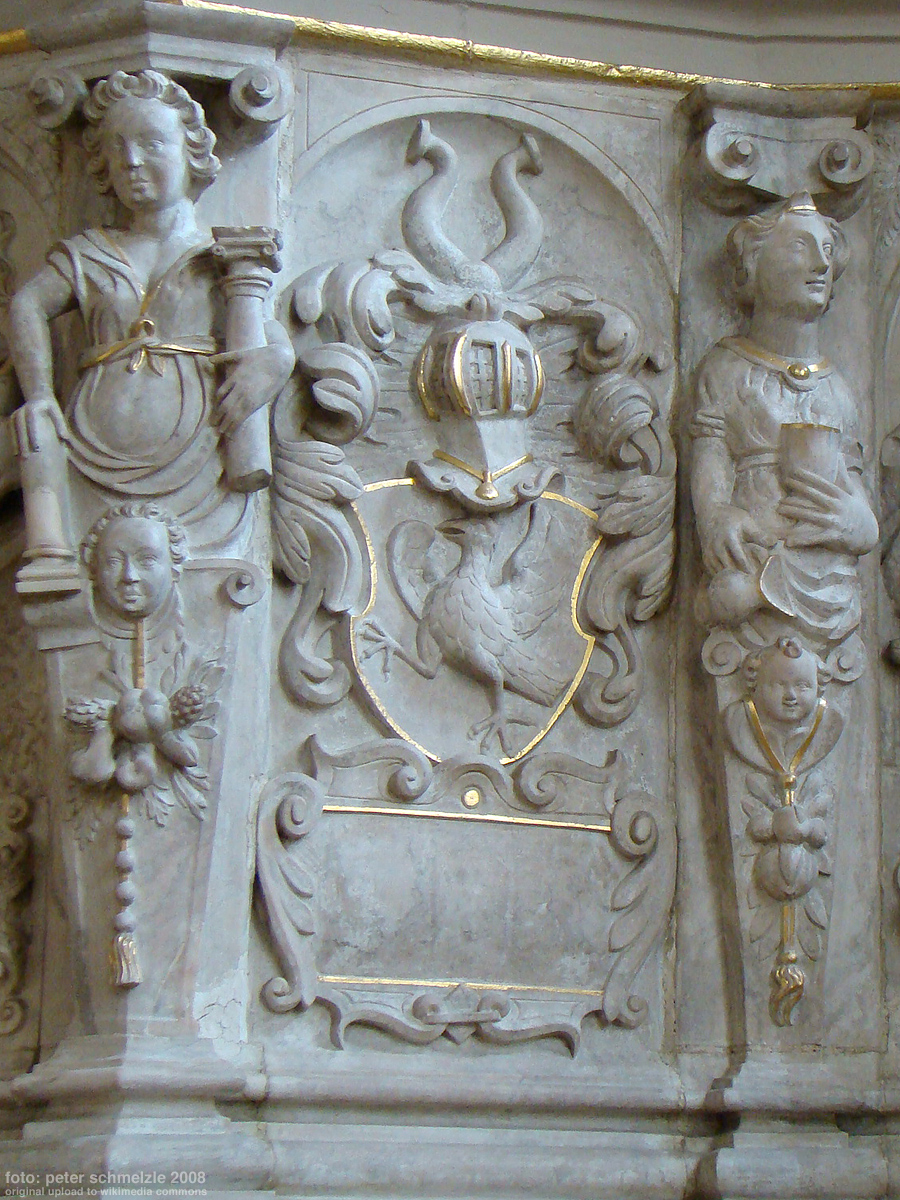
Wappen der Herren von Helmstatt
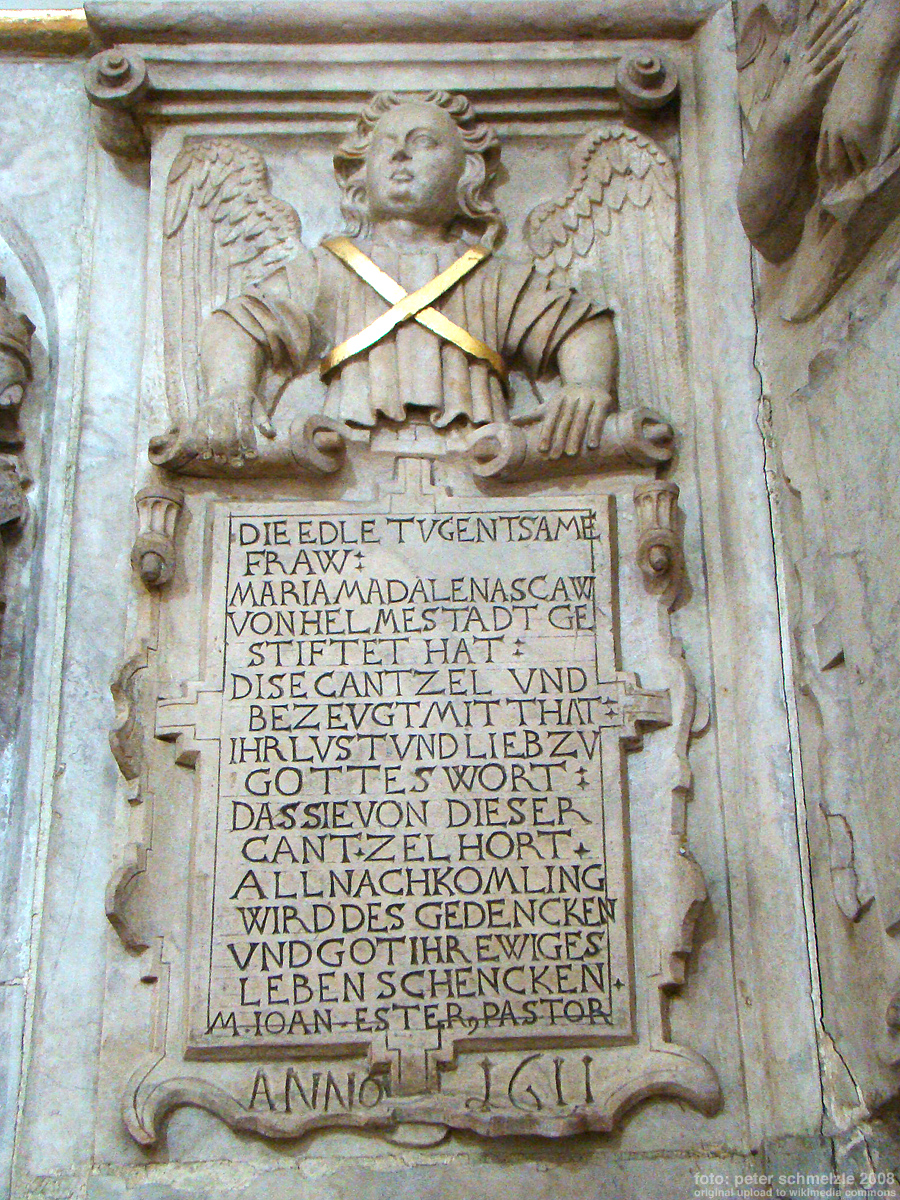
Stifterinschrift

### Orgeln
Die heutige, auf der Westempore befindliche Orgel ist bereits das siebte in der Kirche eingesetzte Instrument. Die erste Orgel stammte aus Heilbronn und wurde 1630 angeschafft und im Jahr 1681 durch ein neues Instrument aus der Werkstatt des Heilbronner Orgelbauers Johann Ludwig Brömmer ersetzt. 1704 hat man dieses zweite Instrument für ein neues Instrument in Zahlung gegeben, das 1736 seinerseits gegen eine neue Orgel aus der Werkstatt des Heidelberger Orgelbauers Müller ersetzt wurde. 1768 wurde abermals eine neue Orgel beschafft, die 1911/12 gegen ein neues Instrument der Firma Steinmeyer ersetzt wurde. 1967 kam schließlich die heutige Orgel aus der Werkstatt der Gebrüder Mann in Marktbreit in der Kirche zur Aufstellung. Das Instrument hat 19 Register auf zwei Manualen und Pedal.

### Glocken
Aufgrund von Hinweisen in der erhaltenen Heiligenrechnung von 1589/90 nimmt man an, dass das Geläut des Kirchturms nach seiner Errichtung 1543 aus vier Glocken bestand. 1788 wurde das alte Geläut eingeschmolzen, um daraus drei Glocken zu gießen, die jeweils mit der Inschrift „Anselm Speck in Heidelberg goss mich auf Bischofsheim im canton Kraichgau anno 1788“ versehen sind. Diese Glocken sind erhalten geblieben. Im Jahr 1988 kam als kleinste wieder eine vierte Glocke hinzu, die von der Karlsruher Glockengießerei Bachert gegossen wurde. Ihre Inschrift lautet: „Christus spricht: Ich lebe, und ihr sollt auch leben. // Stifter: Kirchendiener Heinrich Richter 1988“

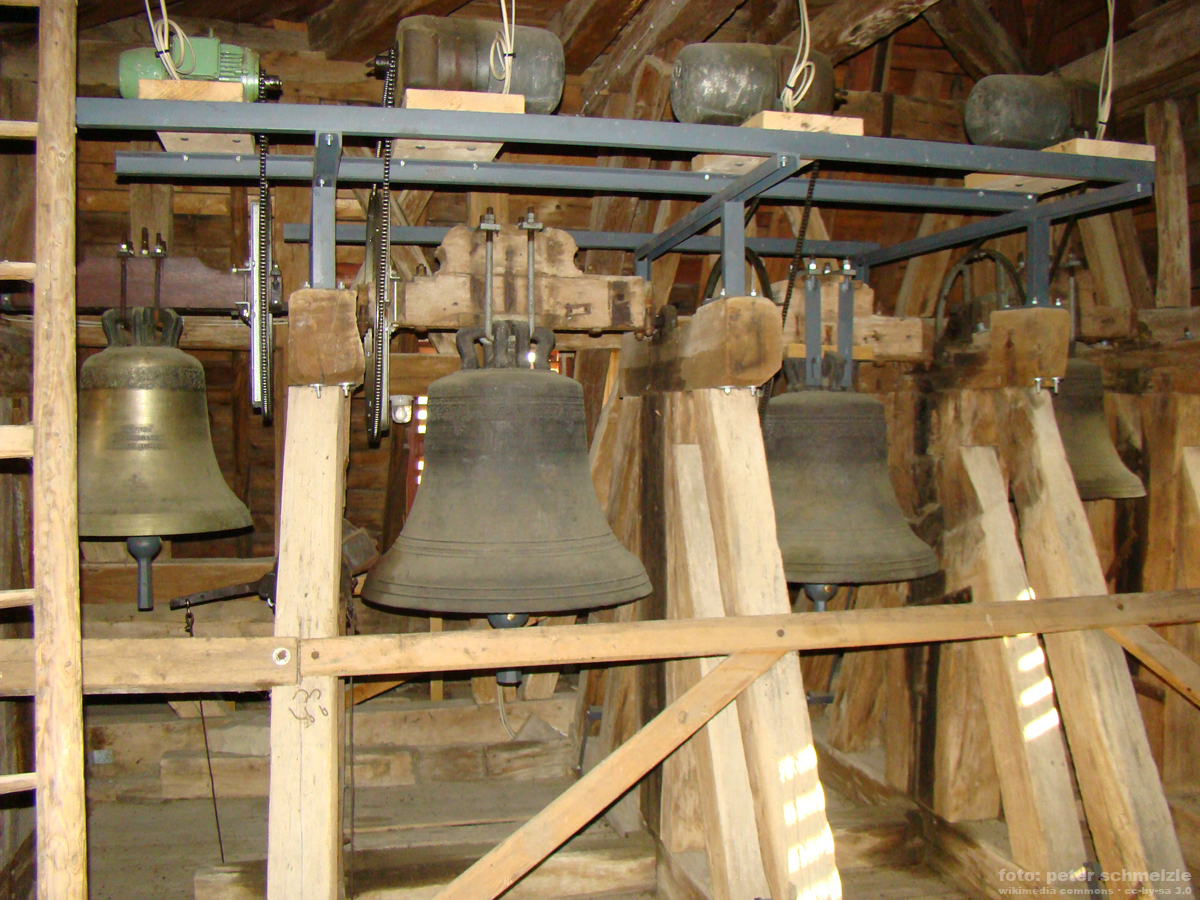
Glockenstuhl von St. Salvator

| Glocke | Gießer                  | Gussjahr | Durchmesser | Gewicht | Schlagton |
| ------ | ----------------------- | -------- | ----------- | ------- | --------- |
| 1      | Anselm Franz Speck      | 1788     | 1035 mm0    | 650 kg  | e′ -3,5   |
| 2      | Anselm Franz Speck      | 1788     | 880 mm      | 400 kg  | gis′ -8   |
| 3      | Anselm Franz Speck      | 1788     | 743 mm      | 260 kg  | h′ -12    |
| 4      | Glockengießerei Bachert | 1988     | 722 mm      | 250 kg  | cis″ +6   |